# Клепач Павло Богданович
Павло Богданович Клепач (1995—2024) — старший лейтенант збройних сил України, учасник російсько-української війни.

## Життєпис
Народився 2 липня 1995 року в селі Мацошин Львівської області. Після закінчення школи навчався у Львівському національному університеті природокористування й здобув ступінь магістра в галузі автомобільного транспорту. Пізніше закінчив дворічну військову кафедру при Національній Академії сухопутних військ імені Петра Сагайдачного.
4 березня 2022 року добровільно приєднався до збройних сил. Обороняв Білопільську у складі 116 ОМБр.
Захищав Білопільську громаду на Сумщині. Брав участь у боях за Роботине та обороняв Авдіївку.
Втративши командира, що був командиром роти Павло став на його заміну. Пройшов навчання для зайняття посади.

## Загибель
Загинув 2 липня 2024 року у селі Синьківка Харківської області у свій 29-й день народження. В останні хвилини свого життя рятував побратима. Загинув від мінометного обстрілу, прямий приліт уламка в голову .
Залишилися батьки, дружина, сестра, бабуся та тітка .

## Нагороди
- Орден Богдана Хмельницького II ступеня (20 вересня 2024, посмертно) — за особисту мужність, виявлену у захисті державного суверенітету та територіальної цілісності України, самовіддане виконання військового обов'язку[3].
- Орден Богдана Хмельницького III ступеня (18 січня 2024) — за особисту мужність, виявлену у захисті державного суверенітету та територіальної цілісності України, самовіддане виконання військового обов'язку[4].
- Орден святого великомученика Юрія Переможця[2].